# Kohlendioxidlaser
Ein Kohlenstoffdioxidlaser, CO2-Laser oder umgangssprachlich auch Kohlendioxidlaser bezeichnet eine Laserklasse unterschiedlicher Bauformen aus der Gruppe der Gas-, Molekül- und Infrarotlaser im mittleren Infrarot. Sein Lasermedium ist Kohlenstoffdioxid mit einem 4-Niveau-System. Er zählt neben den Festkörperlasern zu den leistungsstärksten und am häufigsten industriell eingesetzten Lasern. Es können Ausgangsleistungen von bis zu 80 kW und Pulsenergien bis 100 kJ erreicht werden. Ein CO2-Laser produziert einen Strahl von Infrarotlicht mit einer Wellenlänge in den Bändern von 9,6 und 10,6 µm.
CO2-Laser sind relativ effizient und kostengünstig, weswegen sie besonders in der industriellen Materialbearbeitung eingesetzt werden. Der Wirkungsgrad liegt bei etwa 15 bis 20 %. Er wurde 1964 von C. Kumar N. Patel bei den Bell Laboratories entwickelt.

## Funktion

Energieniveauschema eines CO_{2}-Lasers mit relevanten Freiheitsgraden der Moleküle

Das Lasermedium besteht in der Regel aus einem CO2-N2-He-Gasgemisch. Die N2-Moleküle werden im Resonator durch eine DC- oder HF-Glimmentladung angeregt. Die N2-Moleküle lassen sich besonders leicht zum Schwingen anregen. Hierbei handelt es sich um eine tatsächliche kinetische Molekülschwingung (im vorliegenden Fall eine Valenzschwingung) und keine Anregung der Elektronen der Atome, wie bei Festkörperlasern. Elektronenanregung und Ionisation finden ebenfalls statt, sind aber für den Anregungsprozess der CO2-Moleküle nicht relevant.
Sind die N2-Moleküle angeregt, können sie nur mit zwei diskreten Amplituden schwingen (ν und 2 ν). Da das N2-Molekül über kein permanentes Dipolmoment verfügt, sind Übergänge zwischen den Schwingungsniveaus unter Emission von Photonen (optische Übergänge) verboten und die N2-Moleküle können sehr lange (Größenordnung: 1 ms) in diesem angeregten Zustand bleiben. Durch die lange Zeit im angeregten Zustand besteht eine hohe Wahrscheinlichkeit, dass sie CO2-Moleküle durch Stöße zweiter Art anregen, in einer ihrer vier Normalschwingungen zu schwingen (vgl. Molekülschwingung) – dies macht die N2-Moleküle zu einer Art Energiespeicher. CO2-Moleküle, die auf das 2ν3-Niveau angeregt wurden, müssen erst durch spontanen Energieverlust um eine Energiestufe fallen, bevor sie ein Photon abgeben können.
Haben die CO2-Moleküle ihre kinetische Energie bis ν3 verloren, sind sie in der Lage, von diesem metastabilen Zustand aus in die Zustände 2 ν2 und ν1 zu fallen und dabei Photonen in den bezeichneten Wellenlängen zu emittieren. Es ist wahrscheinlicher, dass die Moleküle den Übergang ν3 → ν1 wählen. Daher wird ausschließlich die Wellenlänge um 10,6 µm emittiert, obwohl die Verstärkungsbandbreite größer ist. Nach diesem Vorgang fallen die CO2-Moleküle wieder in einen metastabilen Zustand. Durch den Zusammenstoß mit Helium-Atomen geben sie ihre kinetische Energie an diese ab und fallen wieder in den Grundzustand. Dies ist der große Vorteil des CO2-Lasers gegenüber dem Helium-Neon-Laser, bei dem die angeregten Atome mit der Wand kollidieren müssen, um in den Grundzustand zu gelangen. Hier ist dies nicht der Fall, weswegen man größere Resonatordurchmesser erreichen kann und so den Wirkungsgrad massiv erhöht.

## Bauformen
Es existieren mehrere mögliche Bauformen von Kohlendioxidlasern, die sich nicht nur hinsichtlich ihres Aufbaus überschneiden:
- längs- und quergeströmte Laser
  - Laser mit langsamer Strömung
  - Laser mit schneller Strömung
- abgeschlossener Laser
- Wellenleiterlaser (Slablaser)
- Transversal-angeregter-Atmosphärendruck-Laser (TEA-Laser)
- HF-angeregte Laser
- gasdynamische Laser
- abstimmbare Hochdrucklaser

### Längs- und quergeströmte Laser

Funktionsprinzip eines längsgeströmten Kohlendioxidlasers

Der Grundaufbau eines langsam längsgeströmten Lasers ist vergleichsweise einfach. Das Lasergas, ein Gemisch aus den drei Gasen Stickstoff, Kohlenstoffdioxid und Helium, wird kontinuierlich mittels einer Vakuumpumpe durch die Entladungsröhre gesaugt. Das optische Pumpen erfolgt bei dieser Bauform durch eine Gleichstromentladung in axialer Richtung, die dafür sorgt, dass ein Teil des Kohlenstoffdioxids bei der Entladung zu Kohlenstoffmonoxid und Sauerstoff dissoziiert. Aus diesem Grund ist die erwähnte kontinuierliche Zufuhr des Gasgemisches notwendig, da andernfalls nach einiger Zeit kein Kohlenstoffdioxid mehr vorhanden wäre. Die Kühlung erfolgt durch Wärmeleitung an den mit Wasser gekühlten Rohren.
Das im Rohrsystem schnell längsgeströmter Laser eingefüllte Gasgemisch wird zwecks Gasaustausch und Kühlung mit einer weiteren Pumpe (Drehkolbenpumpe oder Turboverdichter) umgewälzt. Damit wird den angeregten Kohlenstoffdioxidmolekülen mehr Zeit gegeben, wieder in den Grundzustand zu gelangen. Schnell geströmte Laser haben einen separaten Kühler (Wärmeübertrager) im Gasstrom, die Entladungsrohre sind ungekühlt.
Bei sehr großen Leistungen sind Entladungen und Gasströmung quer zur Strahlrichtung angeordnet, sodass ein besonders schneller Gasaustausch möglich ist. Damit sinken jedoch Wirkungsgrad und Strahlqualität.

### Abgeschlossener Laser
Bei einem abgeschlossenen CO2-Laser (engl. sealed-off laser) wird das Gasgemisch nicht durch eine mechanische Pumpe ausgetauscht. Stattdessen werden Wasserstoff, Wasserdampf und Sauerstoff zu dem Gasgemisch hinzugegeben. Die Beimischungen sorgen dafür, dass das beim optischen Pumpen entstehende Kohlenstoffmonoxid an einer Platinelektrode wieder zu Kohlenstoffdioxid reagiert und sich somit der Kohlenstoffdioxidgehalt im Gasraum wieder regeneriert.
Anstelle eines Rohrsystems werden hier auch Wellenleiter benutzt.

### Wellenleiterlaser (Slablaser)
Bei dieser als Slablaser bezeichneten Bauart werden zwei Elektroden als Wellenleiter benutzt. Gepumpt wird das Gasgemisch mittels Hochfrequenz. Diese Laser haben einen instabilen Resonator, eine hohe Strahlqualität wird durch Strahlformung erzeugt. Slab-Laser sind meist abgeschlossen, es existieren jedoch auch Varianten, bei denen das Gasgemisch getauscht werden muss.

### Transversal-angeregter-Atmosphärendruck-Laser (TEA-Laser)
Längsgeströmte Laser können nicht bei einem Gasdruck betrieben werden, der über einigen 10 mbar liegt, da sich sonst Lichtbögen bilden würden. Um dieses Problem zu umgehen, kann die Entladungsspannung in Pulsen kürzer als eine Mikrosekunde transversal zum Gasfluss angelegt werden. Entsprechende Kohlenstoffdioxidlaser werden daher Transversal-angeregter-Atmosphärendruck-Laser, kurz TEA-Laser genannt (TEA steht für englisch transversal excited atmospheric pressure, dt. transversal angeregter Atmosphärendruck). Dadurch werden Gasdrücke bis zu einem Bar möglich. Dabei werden Pulsdauern in der Größenordnung von 100 ns erreicht.

## Verwendungsgebiete
Im Bereich von 10 Watt bis zu 200 Watt werden sie vor allem zum Schneiden, Gravieren und Perforieren von dünnem, organischem Material (Kunststoffe, Textilien, Holz und so weiter.) eingesetzt. Gepulste CO2-Laser werden zum Ritzen und Trennen anorganischer Materialien (zum Beispiel Keramiksubstrate für Hybridschaltkreise) verwendet. In der Blechbearbeitung (Laserschneiden) werden typischerweise Strahlleistungen von 1 bis 6 Kilowatt verwendet. Damit können unlegierte Stähle bis etwa 35 Millimeter und hochlegierte Stähle bis etwa 25 Millimeter geschnitten werden. CO2-Laser mit mehr als 6 Kilowatt werden hauptsächlich zum Schweißen, Härten und Umschmelzen eingesetzt und können auch zunehmend zum oxidfreien Laserschneiden bis 40 Millimeter verwendet werden. CO2-Laser sind das Standardwerkzeug, wenn Blech individuell in kleinen Losgrößen geschnitten wird, bei großen Mengen ist das Stanzen günstiger.
Die Wellenlänge des CO2-Lasers liegt mit 10,6 µm deutlich außerhalb des Transmissionsfensters hochleistungstauglicher Fenstermaterialien wie z. B. Quarzglas. Deshalb kann – anders als bei Lasern für den sichtbaren oder nahinfraroten Spektralbereich – die Strahlung des CO2-Lasers nicht in herkömmlichen Lichtwellenleitern auf Glasbasis geführt werden. Das Licht wird daher bislang traditionell mit Metallspiegeln zum Werkstück geführt. Als Alternative setzen sich mehr und mehr spezielle Lichtleitfasern auf Silberhalogenidbasis (PIR-Faser) durch. Die Fokussierung erfolgt mit Parabolspiegeln aus Metall oder Linsen aus einkristallinem Zinkselenid.
Die Wellenlänge des CO2-Lasers wird von den meisten Metallen stark reflektiert – damit eignet er sich auf den ersten Blick nicht für deren Bearbeitung.
Sobald jedoch durch die teilweise Absorption des Lasers und den darauf folgenden Materialabtrag (beispielsweise durch Verdampfen) an der Oberfläche des Metallwerkstücks eine Vertiefung in Form einer Kapillare entsteht, wird der Laserstrahl durch Mehrfachreflexion an den Kapillarwänden vollständig absorbiert. Zudem existiert eine Wechselwirkung zwischen Laserstrahl und dem Metalldampf in der Kapillare durch den Effekt der Plasmaresonanz.
Dieser zunächst erforderliche Einstichvorgang ist aufgrund der hohen Rückreflexion und möglicherweise die Fokussieroptik erreichender Metallspritzer technologisch kritisch. Kupfer, Gold und andere Buntmetalle können mit dem CO2-Laser nur schwer bearbeitet werden.
Die Wellenlänge des CO2-Lasers wird von Glas hervorragend absorbiert, daher werden CO2-Laser auch in der Glasbearbeitung eingesetzt, so zum Verschweißen von Halogenglühlampen, zum Gravieren von Trinkgläsern oder zum Anritzen von Ampullen in der Pharmaindustrie.
Bekannt ist auch ein auf laserinduzierten thermischen Spannungen beruhendes Trennverfahren für spröde Materialien (Glas, Keramik). Hierbei wird das Material mit CO2-Lasern lokal erhitzt, jedoch nicht aufgeschmolzen.
Es existieren Versuche, CO2-Laser zur Urananreicherung zu verwenden. Ein uranhaltiges Gas wird mit dem Laser beschossen und reagiert unterschiedlich auf bestimmte Laserfrequenzen. So lassen sich Uran-235 und Uran-238 trennen. Eine solche Technologie wurde schon entwickelt und trägt den Namen SILEX-Verfahren. Die Vorteile dieser Technologie gegenüber anderen Anreicherungsverfahren sind, dass sie wesentlich energiegünstiger ist und kompakter gebaut werden kann.
Auch für medizinische Anwendungen wird der CO2-Laser benötigt, beispielsweise zur fraktionierten CO2-Laserbehandlung der Haut.